# Dae Jang Geum
Dae Jang Geum (hangul: 대장금; hanja: 大長今; rr: Dae Jang-geum; MR: Tae Chang-gǔm; também conhecido como Jewel in the Palace) é uma série de televisão sul-coreana exibida pela MBC TV de 15 de setembro de 2003 a 23 de março de 2004, estrelada por Lee Young-ae, Ji Jin-hee, Hong Ri-na, Im Ho, Yang Mi-kyung e Kyeon Mi-ri.

## Enredo
A série conta a história de uma cozinheira de cozinha órfã que se tornou a primeira médica do rei. Em uma época em que as mulheres tinham pouca influência na sociedade, o jovem aprendiz de cozinha Jang-geum se esforça para aprender os segredos da culinária e da medicina coreana para curar o rei de suas várias doenças. Baseia-se na história real de Jang-geum, a primeira médica real da dinastia Joseon. Os principais temas são sua perseverança e a representação da cultura coreana tradicional, incluindo a culinária da corte real coreana e a medicina tradicional.

## Elenco

### Elenco principal
- Lee Young-ae como Jang-geum
- Ji Jin-hee como Min Jeong-ho
- Hong Ri-na como Choi Geum-young
- Im Ho como Rei Jungjong
- Yang Mi-kyung como Han Baek-young/Senhora Han
- Kyeon Mi-ri como Choi Seong-geum/Senhora Choi

### Elenco de apoio
Vida pregressa
- Jo Jung-eun como young Seo Jang-geum
- Park Chan-hwan como Seo Cheon-soo - pai de Jang-geum's father
- Kim Hye-sun como Park Myeong-yi - mãe de Jang-geum's mother
- Im Hyun-sik como Kang Duk-gu - pai adotivo Jang-geum's adoptive father
- Geum Bo-ra como Naju-daek - esposa de Duk-gu e mãe adotiva de Jang-geum

Tempo como chefe do palácio
- Park Eun-hye como Lee Yeun-Seng
- Lee Ip-sae como Yoon Young-roh
- Kim So-yi como Min Gwi-yeol
- Yeo Woon-kay como Jung Mal-geum
- Park Jung-soo como Park Yong-shin
- Choi Ja-hye como Chang-Yee
  - Joo Da-young como Chang-Yee (jovem)
- Jo Gyeong-hwan como Oh Gyeom-ho
- Lee Hee-do como Choi Pan-sul
- Na Seong-gyun como Yoon Mak-gae

Tempo como rainha real de Jungjong consortes
- Park Jeong-sook como rainha Munjeong
- Eom Yoo-shin como rainha viúva Jasun

Tempo como uma mulher médica
- Jeon In-taek como doutor Jeong Yoon-soo
- Maeng Sang-hoon como professor (e doutor) Jeong Woon-baek
- Kim Yeo-jin como Jang-deok
- Han Ji-min como Shin-bi
- Lee Se-eun como Park Yeol-yi
- Professor e doutor Shin
- Professor Lee

## Trilha sonora
1. 고원 (高原)
2. 창룡 (蒼龍)[2]
3. 하망연 (何茫然) Hamangyeon - feat. Safina
4. 오나라 II
5. 0815 (空八一五)
6. 연밥
7. 덕구
8. Hamangyeon feat. Safina
9. APNA
10. 다솜
11. 비 (悲)
12. 단가 (短歌)
13. 연도 (烟濤)
14. 오나라 I
15. The Legend Becomes History
16. 자야오가 (子夜吳歌) Techno Ver.
17. 하망연 (何茫然) Hamangyeon-Instrumental

## Prêmios e indicações
| Ano  | Prêmio               | Categoria                           | Trabalho nomeado | Resultado |
| ---- | -------------------- | ----------------------------------- | ---------------- | --------- |
| 2003 | MBC Drama Awards     | Grande Prêmio                       | Lee Young-ae     | Venceu    |
| 2003 | MBC Drama Awards     | Prêmio de excelência de topo, atriz | Lee Young-ae     | Venceu    |
| 2003 | MBC Drama Awards     | Prêmio especial                     | Yang Mi-kyung    | Venceu    |
| 2003 | MBC Drama Awards     | Prêmio especial                     | Im Hyun-sik      | Venceu    |
| 2003 | MBC Drama Awards     | Melhor roteiro                      | Kim Young-hyun   | Venceu    |
| 2004 | Baeksang Arts Awards | Melhor diretor de televisão         | Lee Byung-hoon   | Venceu    |
| 2004 | Baeksang Arts Awards | Atriz de televisão mais popular     | Yang Mi-kyung    | Venceu    |

## Transmissões internacionais
Após sua transmissão inicial na Coreia do Sul, Dae Jang Geum foi distribuído em mais de 60 países ao redor do mundo, sob os títulos Jewel in the Palace e The Great Jang Geum.
| País                        | Emissora                     | Estreia da série              | Título                                                            |
| --------------------------- | ---------------------------- | ----------------------------- | ----------------------------------------------------------------- |
| Coreia do Sul               | MBC                          | 15 de setembro de 2003        | 대장금 (Dae Jang Geum)                                            |
| Afeganistão                 | Tolo TV                      | agosto de 2007                | جواهر در قصر (Jewel in the Palace)                                |
| Argélia                     | EPTV                         | 2008                          | جوهرة القصر (Jewel of the Palace)                                 |
| Austrália                   | TVB Jade                     | setembro de 2005              | The Great Jang-Geum                                               |
| Bangladesh                  | BTV                          | 2012                          | Jewel in the Palace                                               |
| Barbados                    | CBC TV 8                     | janeiro de 2012               | Jewel in the Palace                                               |
| Bósnia e Herzegovina        | TVR1                         | janeiro de 2010               | Dragulj u Carskoj Palati (The Jewel in the Imperial Palace)       |
| Brunei                      | RTB2                         | abril de 2007                 | Jewel in the Palace                                               |
| Bulgária                    | BNT 1                        | julho de 2018                 | Съкровище в двореца (Treasure in the palace)                      |
| Camboja                     | TV5                          | junho de 2005                 | ជីវីតនាងចំាងគឹម (The Life of Jang Geum Lady)                            |
| Camarões                    | CRTV                         |                               | (Jewel In The Palace)                                             |
| Canadá                      | Fairchild TV                 | julho de 2005                 | The Great Jang-Geum                                               |
| China                       | Hunan TV                     | setembro de 2005              | 大长今 (Great Jang Geum)                                          |
| Colômbia                    | Canal Capital                | março de 2005                 | Una Joya en el Palacio (The Jewel in the Palace)                  |
| Costa Rica                  | Canal 13                     | outubro de 2009               | Una Joya en el Palacio (The Jewel in the Palace)                  |
| Equador                     | Ecuador TV                   | junho de 2009                 | Una Joya en el Palacio (The Jewel in the Palace)                  |
| Egito                       | ERTU                         | junho de 2006                 | جوهرة القصر (Jewel in the Palace)                                 |
| Etiópia                     | Ethiopian TV                 | 2008                          |                                                                   |
| França                      | France 2                     | novembro de 2016              | (Jewel In The Palace)                                             |
| Gana                        | TV3                          | fevereiro de 2006             | Jewel in the Palace                                               |
| Gana                        | TV Africa                    | outubro de 2009               | Jewel in the Palace                                               |
| Grécia                      | TV 100                       | dezembro de 2013              | Το Κόσμημα του Παλατιού                                           |
| Granada                     | GNN                          | janeiro de 2012               | Jewel in the Palace                                               |
| Hong Kong                   | TVB                          | setembro de 2005              | 大長今 (Great Jang Geum)                                          |
| Hungria                     | m1                           | outubro de 2008               | A palota ékköve (The Jewel in the Palace)                         |
| Índia                       | DD National                  | setembro de 2007              | घर का चिराग (The Lamp of the House)                                  |
| Indonésia                   | Indosiar                     | dezembro de 2005              | Jewel in the Palace                                               |
| Irão                        | Channel 2                    | novembro de 2006              | جواهری در قصر (Jewel in the Palace)                               |
| Israel                      | Viva                         | outubro de 2008               | היהלום שבכתר (The Diamond in the Crown)                           |
| Japão                       | NHK                          | outubro de 2005               | 宮廷女官チャングムの誓い (The Vow of Palace Court Lady Jang Geum) |
| Jordânia                    | MEM                          | junho de 2006                 | جوهرة القصر (Jewel in the Palace)                                 |
| Quênia                      | GBS                          | outubro de 2009               | Jewel in the Palace                                               |
| Malásia                     | 8TV                          | dezembro de 2005              | Jewel in the Palace                                               |
| México                      | Canal 34                     | outubro de 2009               | Una Joya en el Palacio (The Jewel in the Palace)                  |
| Mongólia                    | UBS                          | março de 2004                 | Дэ Жанг Гүм                                                       |
| Myanmar                     | Myawady TV (MWD), MRTV-4     | junho de 2018                 | Jewel of the palace'Flower in the Palace                          |
| Nova Zelândia               | Triangle TV                  | outubro de 2009               | The Great Jang-Geum                                               |
| Nigéria                     | AIT                          | agosto de 2008                | Jewel in the Palace                                               |
| Paquistão                   | PTV                          | janeiro de 2015               | (Nageen)                                                          |
| Peru                        | TV Perú                      | novembro de 2008              | Una Joya en el Palacio (The Jewel in the Palace)                  |
| Filipinas                   | GMA                          | novembro de 2005 maio de 2014 | Jewel in the Palace                                               |
| Filipinas                   | TeleAsia                     | 2013                          | Jewel in the Palace                                               |
| Filipinas                   | GMA News TV                  | 1 de outubro de 2018          | Jewel in the Palace                                               |
| Porto Rico                  | WIPR-TV                      | setembro de 2010              | Una Joya en el Palacio (The Jewel in the Palace)                  |
| República da China (Taiwan) | GTV                          | maio de 2004                  | 大長今 (Great Jang Geum)                                          |
| Roménia                     | TVR1                         | abril de 2009                 | Giuvaierul Palatului (Jewel in the Palace)                        |
| Rússia                      | DTV                          | março de 2007                 | Жемчужина дворца (The Jewel in the Palace)                        |
| Santa Lúcia                 | GNN                          | janeiro de 2012               | Jewel in the Palace                                               |
| São Vicente e Granadinas    | GNN                          | janeiro de 2012               | Jewel in the Palace                                               |
| Arábia Saudita              | Saudi 1                      | outubro de 2007               | جوهرة القصر (Jewel in the Palace)                                 |
| Singapura                   | VV Drama                     | julho de 2005                 | Jewel in the Palace                                               |
| Singapura                   | Mediacorp Channel U          | março de 2006                 | "大長今 Jewel in the Palace"                                      |
| Espanha                     | TVE                          | novembro de 2010              | Una Joya en el Palacio (The Jewel in the Palace)                  |
| Sri Lanka                   | Rupavahini                   | outubro de 2012               | සුජාත දියණි (Sujatha Diyani)                                          |
| Sri Lanka                   | Nethra TV                    | agosto de 2013                | சுஜாத தியனி (Sujatha Diyani)                                          |
| Tanzânia                    | Independent Television (ITV) | agosto de 2008                | Jewel in the Palace                                               |
| Tailândia                   | Channel 3                    | outubro de 2005               | แดจังกึม จอมนางแห่งวังหลวง (Great Jang Geum)                          |
| Trinidad e Tobago           | CCN TV6                      | julho de 2011                 | Jewel in the Palace                                               |
| Turquia                     | TRT 1                        | janeiro de 2008               | Saraydaki Mücevher (Jewel in the Palace)                          |
| Emirados Árabes Unidos      | Dubai TV                     | outubro de 2007               | جوهرة القصر (Jewel in the Palace)                                 |
| Estados Unidos              | AZN                          | junho de 2005                 | The Great Jang-Geum                                               |
| Uzbequistão                 | Uzbekistan channel           | novembro de 2005              | Saroy Javohiri (Jewel in the Palace)                              |
| Vietname                    | VTV1                         | setembro de 2005              | Nàng Dae Jang Geum (Miss Dae Jang Geum)                           |
| Zâmbia                      | AIT                          | agosto de 2008                | Jewel in the Palace                                               |
| Zimbabwe                    | AIT                          | agosto de 2008                | Jewel in the Korean Palace                                        |